# Премія НАН України імені М. М. Крилова
Премія імені М. М. Крилова — премія імені математика Миколи Митрофановича Крилова. Заснована постановою РМ УРСР від 12.06.1964 № 595 та постановою Президії АН УРСР від 17.07.1964 № 188. Премія присуджується за видатні наукові роботи в галузі нелінійної механіки та прикладної математики (Відділення математики НАН України)

## Лауреати
Науковці, яким було присуджено премію імені М. М. Крилова
1965 за роботи «О квазипериодических решениях в задачах нелинейной механики» і «Одночастотные свободные колебания в нелинейных системах с многими степенями свободы»
- Боголюбов Микола Миколайович

1967 за цикл робіт з теоретичної кібернетики
- Глушков Віктор Михайлович

1968 за цикл робіт в області нелінійної механіки
- Писаренко Георгій Степанович

1969 за цикл робіт з нелінійної механіки, присвячених розробці методу прискореної збіжності у задачах нелінійної механіки та розвитку принципу зведення у теорії лінійних диференціальних рівнянь з квазіперіодичними коефіцієнтами
- Митропольський Юрій Олексійович

1970 за цикл робіт з теорії стохастичних диференціальних рівнянь та марковських процесів
- Гіхман Йосип Ілліч;
- Скороход Анатолій Володимирович

1971  за цикл робіт з послідовних методів оптимізації
- Михалевич Володимир Сергійович

1972 за цикл робіт з асимптотичних методів розв'язування рівнянь Ван-дер-Поля і ряду інших класів диференціальних рівнянь
- Дородніцин Анатолій Олексійович

1973  за цикл робіт з операційних методів числення
- Штокало Йосип Захарович

1974 за цикл робіт з систем лінійних нерівностей
- Черніков Сергій Миколайович

1975 Цикл робіт з чисельно-аналітичних методів розв'язання крайових задач математичної фізики
- Ляшко Іван Іванович

1976 за цикл фундаментальних робіт по вивченню граничних функціоналів, присвячених розробці нового універсального методу рішення граничних задач, що дозволяє звести рішення різних граничних задач до вивчення лише одного функціоналу — потенціалу випадкового блукання
- Королюк Володимир Семенович

1977 за цикл робіт «Дослідження динамічної взаємодії коливальних систем з джерелом енергії»
- Кононенко Віктор Олімпанович

1978 за цикл робіт «Математичні основи термомеханіки»
- Коляно Юрій Михайлович,
- Підстригач Ярослав Степанович

1979 за цикл робіт з теорії інтегральних рівнянь
- Крейн Марко Григорович

1980 за монографію "Самосопряженные операторы в пространствах функций бесконечного числа переменных"
- Березанський Юрій Макарович

1981 за цикл праць «Розробка аналітичних і якісних методів нелінійної механіки і їх застосування»
- Самойленко Анатолій Михайлович
- Мартинюк Анатолій Андрійович
- Міщенко Євген Фролович

1982  за цикл робіт «Обґрунтування віднімальної процедури в квантовій теорії поля»
- Парасюк Остап Степанович

1983 за монографію «Операторы Штурма Лиувилля и их приложения»
- Марченко Володимир Олександрович — академик АН УРСР, академік АН СРСР, головний науковий співробітник Фізико-технічного інституту низьких температур АН УРСР

1984 за цикл робіт «Точно інтегровані нелінійні системи статистичної механіки»
- Білоколос Євген Дмитрович,
- Курбатов О. М.,
- Петрина Дмитро Якович

1985 за цикл робіт «Спінові гамільтоніани, їх симетрія і асимптотичні властивості спектрів магнонів»
- Бар'яхтар Віктор Григорович

1986 за цикл робіт «Математичні методи дослідження систем з спонтанно порушеною симетрією»
- Боголюбов Павло Миколайович,
- Пелетмінський Сергій Володимирович,
- Юхновський Ігор Рафаїлович

1987 за цикл робіт «Аналітичні методи дослідження динамічних систем»
- Кошляков Володимир Миколайович,
- Фущич Вільгельм Ілліч

1988 за цикл робіт «Багатовимірне рівняння Монжа — Ампера»
- Погорєлов Олексій Васильович — академик АН УРСР, академік АН СРСР, завідувач відділу геометрії Фізико-технічного інституту низьких температур АН УРСР

1989 за цикл робіт «Нелінійні моделі теоретичної і математичної фізики»
- Боголюбов Микола Миколайович (молодший) ,
- Ахієзер Ілля Олександрович
- Боровик Андрій Євгенович —  доктор фізико-математичних наук, головний науковий співробітник  Фізико-технічного інституту низьких температур АН УРСР,

1990 за цикл робіт «Розвиток аналітичних і асимптотичних методів розв'язання диференціальних, інтегральних та інтегродиференціальних рівнянь і їх застосування до задач математичної і теоретичної фізики»
- Кадишевський Володимир Георгійович,
- Шкіль Микола Іванович,
- Лучка А. Ю.

1991 за цикл робіт «Наближення диференційованих функцій та апроксимаційні методи розв'язування диференціальних та інтегральних рівнянь»
- Дзядик Владислав Кирилович,
- Коновалов Віктор Миколайович,
- Шевчук Ігор Олександрович

1992  за цикл робіт «Топологічні характеристики нелінійних операторів та їх застосування»
- Скрипник Ігор Володимирович,
- Петришин Володимир

1993 за цикл праць «Теорія випадкових полів операторів та її застосування»
- Ядренко Михайло Йосипович
- Гірко В'ячеслав Леонідович
- Леоненко Микола Миколайович

1994 за серію наукових праць «Простори основних та узагальнених векторів замкненого оператора та їх застосування до дослідження розв'язків операторно-диференціальних рівнянь»
- Горбачук Мирослав Львович

1995 за цикл досліджень «Динаміка, стійкість, керованість систем зв'язаних твердих тіл»
- Горр Геннадій Вікторович,
- Ковальов Олександр Михайлович,
- Савченко Олексій Якович

1996 за цикл праць «Розпад розв'язків нелінійних еволюційних рівнянь на асимптотичні солітони»
- Котляров Володимир Петрович — доктор фізико-математичних наук, провідний науковий співробітник  Фізико-технічного інституту низьких температур ім. Б. І. Вєркіна НАН України;
- Хруслов Євген Якович —  академік НАН України, доктор фізико-математичних наук, завідувач відділу Фізико-технічного інституту низьких температур ім. Б. І. Вєркіна НАН України.

1997 за цикл праць «Розвиток та дослідження конструктивних методів розв'язання задач нелінійної механіки та математичної фізики»
- Боголюбов Микола Миколайович (молодший);
- Боголюбов Олексій Миколайович;
- Ликова О. Б.

1998 за цикл праць «Сучасні методи дослідження динамічних систем»
- Перестюк Микола Олексійович;
- Радзієвський Григорій Вадимович;
- Гребеников Євген Олександрович.

1999 за цикл праць «Математичні моделі і крайові задачі термомеханіки електропровідних континуальних систем»
- Бурак Ярослав Йосипович;
- Гачкевич Олександр Романович;
- Терлецький Ростислав Федорович.

2001 за цикл робіт з математичних проблем аналітичної механіки
- Луковському Івану Олександровичу, академіку НАН України, завідувачу відділу Інституту математики НАН України;
- Харламову Павлу Васильовичу, члену-кореспонденту НАН України, завідувачу відділу Інституту прикладної математики і механіки НАН України;
- Тимосі Олександру Миколайовичу, доктору фізико-математичних наук, провідному науковому співробітнику Інституту математики НАН України.

2003 за  цикл робіт «Розробка геометричних і топологічних методів дослідження многовидів та підмноговидів»
- Борисенку Олександру Андрійовичу, члену-кореспонденту НАН України, завідувачу кафедри Харківського національного університету імені В. Н. Каразіна
- Амінову Юрію Ахметовичу, доктору фізико-математичних наук, завідувачу відділу Фізико-технічного інституту низьких температур імені Б. І. Вєркіна НАН України,
- Шарку Володимиру Васильовичу, доктору фізико-математичних наук, завідувачу відділу Інституту математики НАН України.

2005 Серія праць «Геометричні та аналітичні методи в комплексному аналізі»
- Гутлянський Володимир Якович
- Тамразов Промарз Мелікович
- Шеремета Мирослав Миколайович

2007 за  цикл робіт «Сучасні методи теорії апроксимації та інтерполяції»
- Макарову Володимиру Леонідовичу, члену-кореспонденту НАН України, завідувачу відділу Інституту математики НАН України,
- Степанцю Олександру Івановичу, члену-кореспонденту НАН України, заступникові директора з наукової роботи Інституту математики НАН України,
- Фахраддіну Абдуллаєву, професору, директорові Вищої школи технічних наук Мерсінського університету (Туреччина)

2010 за цикл робіт  «Розвиток групових та асимптотичних методів в теорії диференціальних рівнянь та їх застосування у моделях математичної фізики, математичної біології і механіки»
- Нікітіну Анатолію Глібовичу, члену-кореспонденту НАН України, завідувачу відділу Інституту математики НАН України;
- Осадчуку Василю Антоновичу, провідному науковому співробітнику Інституту прикладних проблем механіки і математики ім. Я. С. Підстригача НАН України;
- Теплінському Юрію Володимировичу, завідувачу кафедри Кам'янець-Подільського національного університету імені Івана Огієнка;

2013 за цикл наукових праць «Фрактальні та апроксимаційні схеми в теорії випадкових процесів та їхні застосування»
- Козаченку Юрію Васильовичу, доктору фізико-математичних наук, професору кафедри теорії ймовірностей, статистики та актуарної математики Механіко-математичного факультету Київського національного університету імені Тараса Шевченка,
- Мішурі Юлії Степанівні, доктору фізико-математичних наук, завідувачу кафедри теорії ймовірностей, статистики та актуарної математики Механіко-математичного факультету Київського національного університету імені Тараса Шевченка,
- Працьовитому Миколі Вікторовичу, доктору фізико-математичних наук, завідувачу кафедри вищої математики, директору Фізико-математичного інституту Національного педагогічного університету імені М. П. Драгоманова;

2015 за цикл наукових праць «Математичні моделі, чисельні та аналітично-чисельні методи для нелінійних задач, які виникають в теорії фізичних полів різної природи»
- Войтовичу Миколі Миколайовичу, доктору фізико-математичних наук, професору, завідувачу відділу Інституту прикладних проблем механіки і математики ім. Я. С. Підстригача НАН України
- Кутніву Мирославу Володимировичу, доктору фізико-математичних наук, професору кафедри прикладної математики Національного університету «Львівська політехніка»,
- Чекуріну Василю Феодосійовичу, доктору фізико-математичних наук, професору, завідувачу відділу Інституту прикладних проблем механіки і математики ім. Я. С. Підстригача НАН України

2018 за цикл праць «Розвиток аналітично-чисельних і якісних методів дослідження диференціальних рівнянь та їх застосування до розв'язання задач механіки і тепломасопереносу»
- Кушніру Роману Михайловичу, академіку НАН України, директору Інституту прикладних проблем механіки і математики імені Я. С. Підстригача НАН України.
- Петришину Роману Івановичу, доктору фізико-математичних наук, першому проректору Чернівецького національного університету імені Юрія Федьковича.
- П'янилу Ярославу Даниловичу доктору технічних наук, директору Центру математичного моделювання Інституту прикладних проблем механіки і математики імені Я. С. Підстригача НАН України.

2022 за цикл праць «Аналітично-числові методи дослідження термоелектромагнетопружних і хвильових властивостей композитів та метаматеріалів з неканонічними включеннями і тріщинами»
- Михаськіву Віктору Володимировичу, доктору фізико-математичних наук, головному науковому співробітнику Інституту прикладних проблем механіки і математики ім.Я.С.Підстригача НАН України
- Кунцю Ярославу Івановичу, доктору фізико-математичних наук, завідувачу відділу Інституту прикладних проблем механіки і математики ім.Я.С.Підстригача НАН України
- Сулиму Георгію Теодоровичу, доктору фізико-математичних наук, провідному науковому співробітнику Інституту прикладних проблем механіки і математики ім.Я.С.Підстригача НАН України